# Doce-04

Doce-04 es una banda de Latin Ska Reggae formada en el año 2000 en Cali, Colombia

## Historia
El Doce-04 nace en marzo del 2000 en Cali Colombia, cuando Camilo Barón (Voz y Guitarra), Sebastián Macias (Bajo), Ricardo Gnecco (Guitarra), Juan Azuero (Teclados), Felipe Marín (Batería) y Angélica María Mena (segunda voz), estudiantes de Ingeniería de la misma universidad deciden empezar a trabajar en un proyecto musical

## Miembros
Miembros actuales
- Camilo Barón - Voz y guitarra (2000) - Presente
- Ricardo Gnecco - Guitarra y voz (2000) - Presente
- Angélica María Mena - Bajo y voz (2000) - Presente
- Sebastián Botero - Teclados (2003) - Presente
- Felipe Marín - Batería y voz (2000) - Presente

Antiguos miembros
- Sebastían Macías – Bajo y voz (2000 - 2002)
- Juan Azuero – Teclados y voz (2000 - 2003)

## Discografía

### Álbumes
- Así No Mas (2012)

1. Pa' Eso Estamos Aquí
2. Natural
3. Ska Punk para Vos
4. Por la Esquina (feat. Emanero y Goy Karamelo)
5. Empezando desde Cero
6. Pensando en Ti
7. El Gran Final
8. Perfecta (feat. Bachaco)
9. Así No Mas
10. Nosotros Somos el Doce
11. Algo Personal

### EPs
- Danos un Chance (2004)

1. Donde Van los Muertos
2. Ska Punk para Vos
3. Libertad
4. Algo Personal
5. Ojalá la Vida Fuera una Película de Porno
6. Alejandra (Bonus Track)